# Ouham-Pendé
Ouham-Pendé és una de les 14 prefectures de la República Centreafricana. Està situada al nord-oest del país, sent una de les quatre cantonades centreafricanes. Té fronteres amb el Txad i el Camerun. La seva capital és Bozoum. Frontereja amb les prefectures de Nana-Mambéré a l'oest i sud, Ouham a l'est, i Ombella-M'Poko al sud.
A més de Bozoum, també són importants les ciutats de Bocaranga, al nord-oest, i Paoua, al nord-est.
Ouham-Pendé rep el nom dels dos rius principals que passen per aquesta prefectura: el Riu Ouham (centre), i el Riu Pendé (centre-nord).
Des de fa alguns anys, la producció a nivell nacional de cotó, una font important d'ingressos per als agricultors centreafricans, es va veure fortament afectada per una crisi, deguda principalment al notable desplaçament de la població d'Ouham-Pendé, que és una de les prefectures cotoneres més important del país.